# Laura Malmivaara
Laura Malmivaara, född 26 oktober 1973 i Kajana, är en finländsk skådespelare.
Malmivaara har bland annat medverkat i filmen Babas bilar. I TV-serien Queen of Fucking Everything spelade hon Linda Saarniluoto, en av huvudrollerna.

## Filmografi (i urval)
- 2006 – Babas bilar
- 2025 – Queen of Fucking Everything (TV-serie)